# پوئرتو بایارتا، خالیسکو
پوئرتو بایارتا تلفظ اسپانیایی: [ˈpweɾto βaˈʎaɾta] (به اسپانیایی: Puerto Vallarta) یا صرفاً بایارتا از شهرهای تفریحاتی کشور مکزیک است که در ایالت خالیسکو قرار دارد و جمعیت آن طبق سرشماری سال ۲۰۱۰ میلادی ۲۵۵٬۷۲۵ نفر بوده است.

## نگارخانه

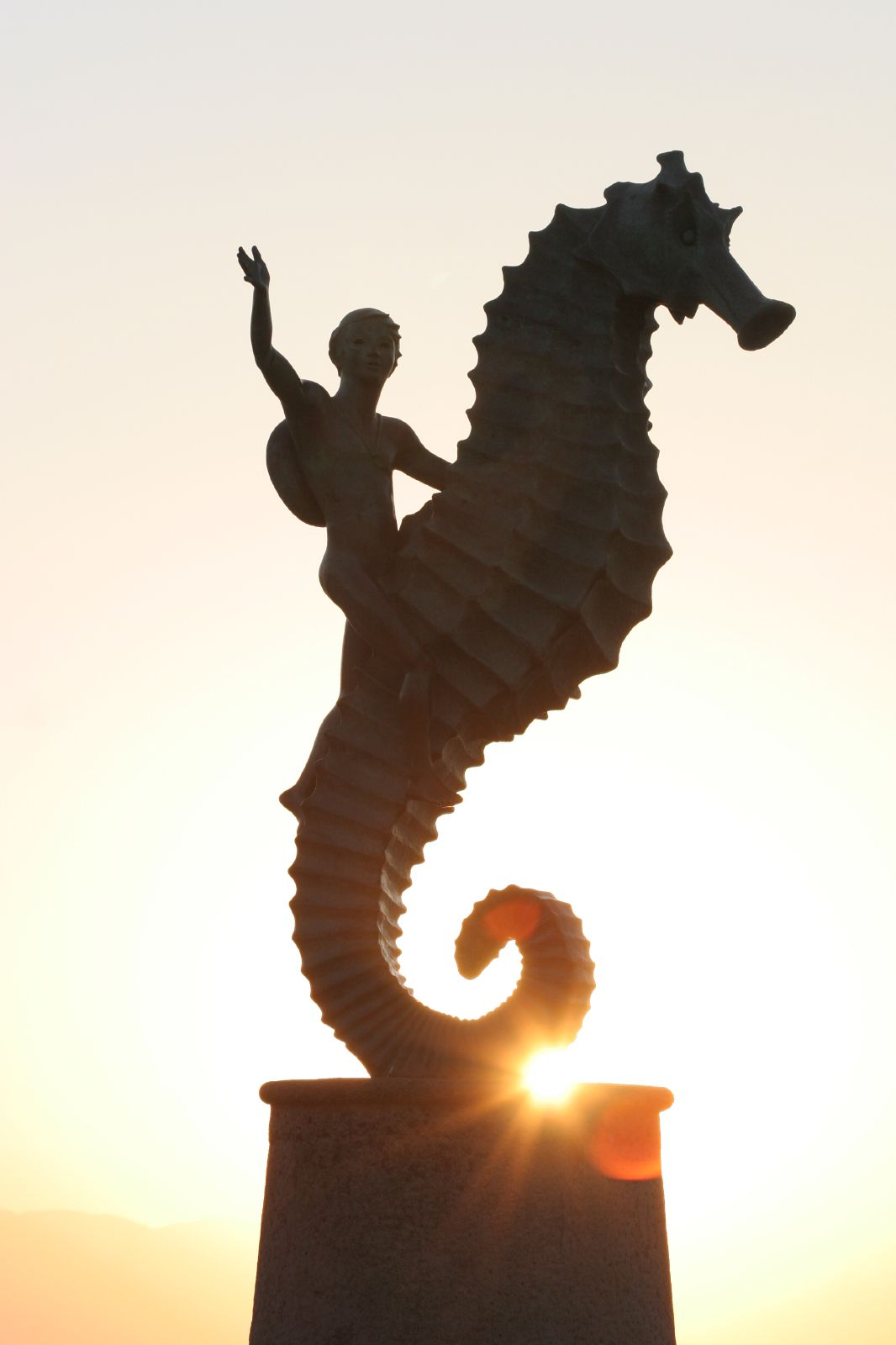
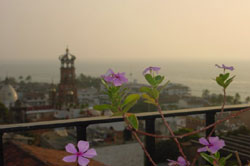
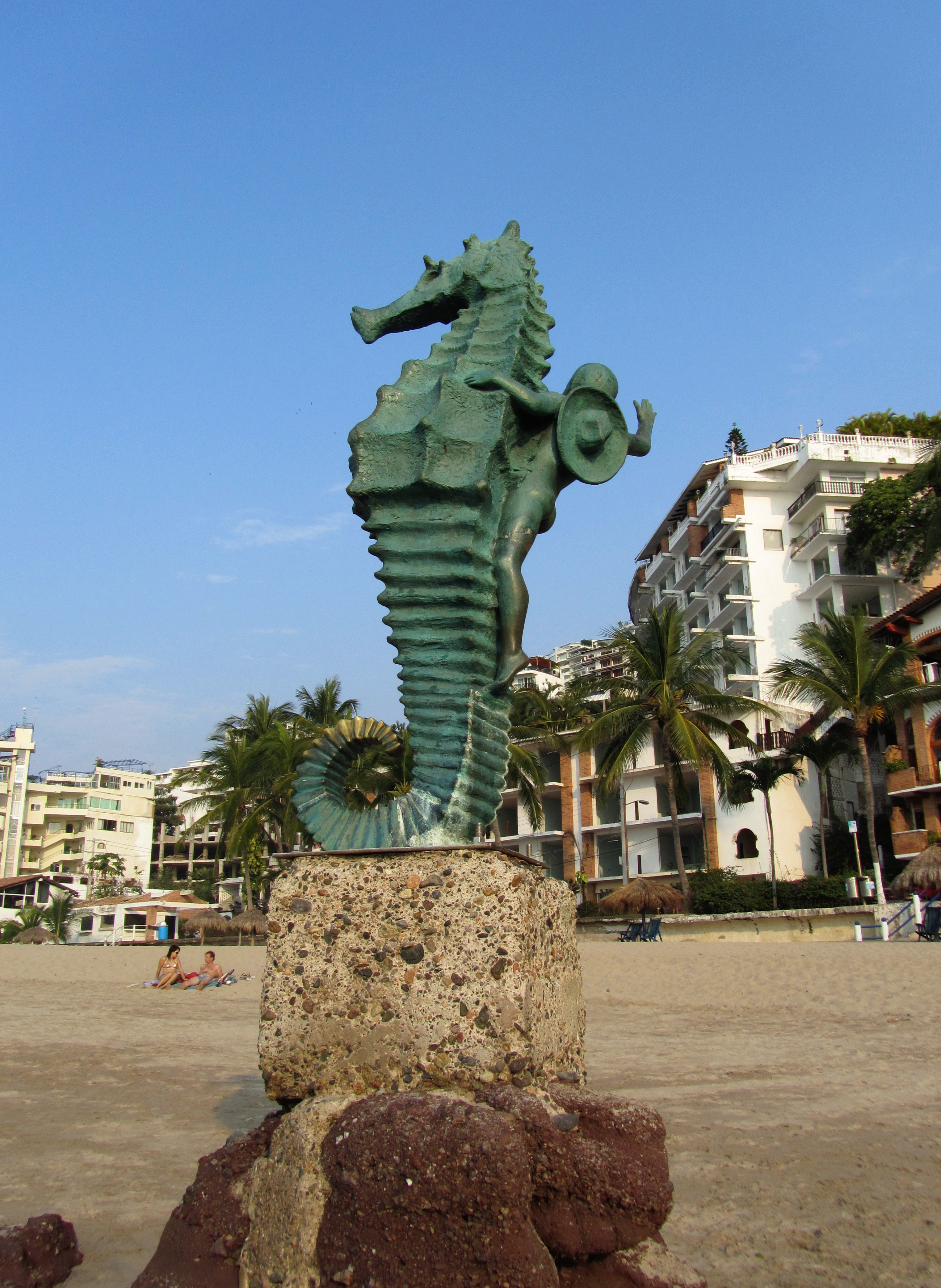
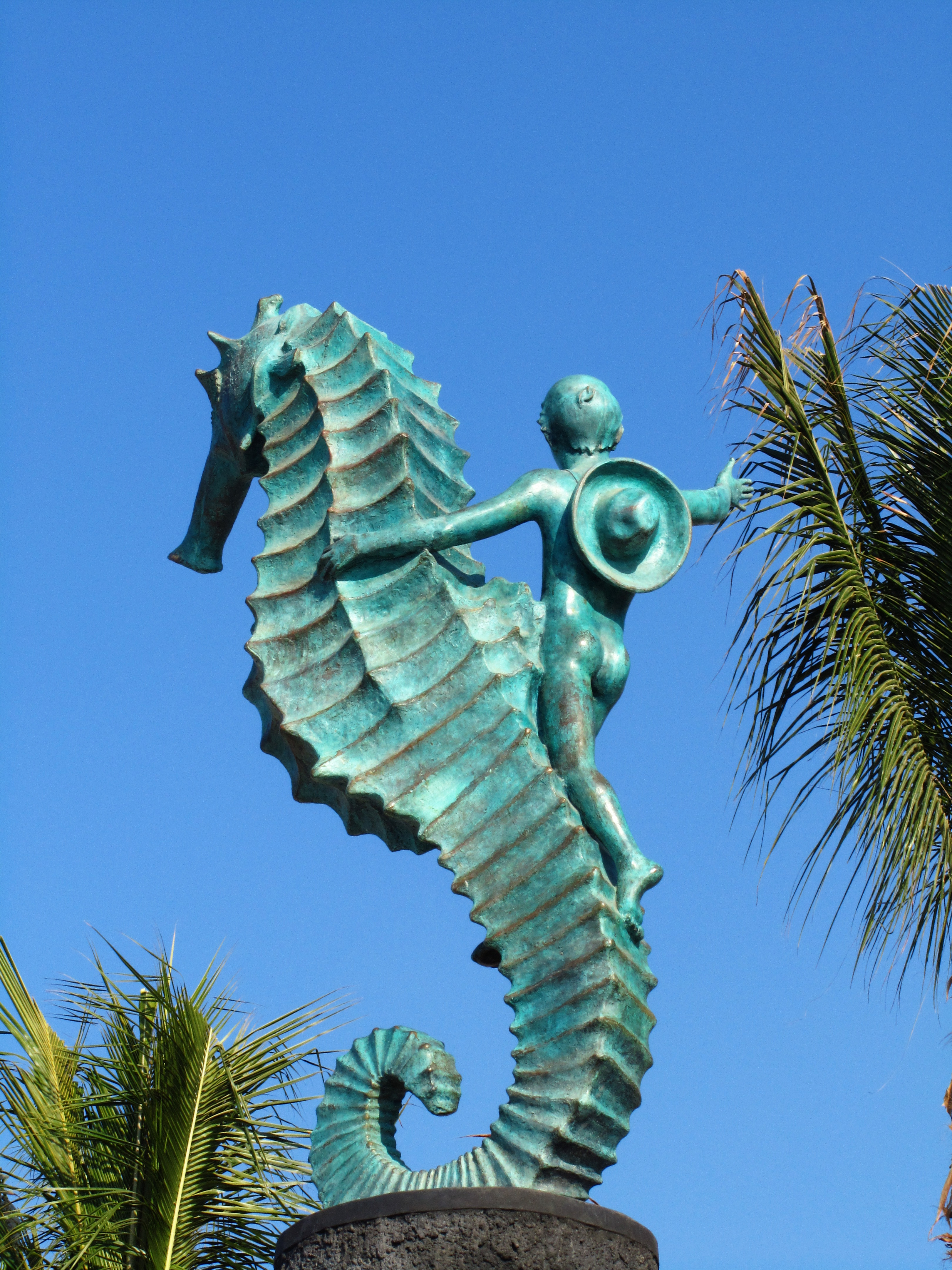